# Dipartimento di Esquina
Esquina è un dipartimento argentino, situato nella parte sud-occidentale della provincia di Corrientes, con capoluogo Esquina.
Esso confina con i dipartimenti di Goya, Curuzú Cuatiá e Sauce, e con le province di Entre Ríos e Santa Fe.
Secondo il censimento del 2001, su un territorio di 3.723 km², la popolazione ammontava a 30.372 abitanti, con un aumento demografico del 16,11% rispetto al censimento del 1991.
Il dipartimento comprende 2 comuni: Esquina e Pueblo Libertador.